# Antoni Józef Lanckoroński

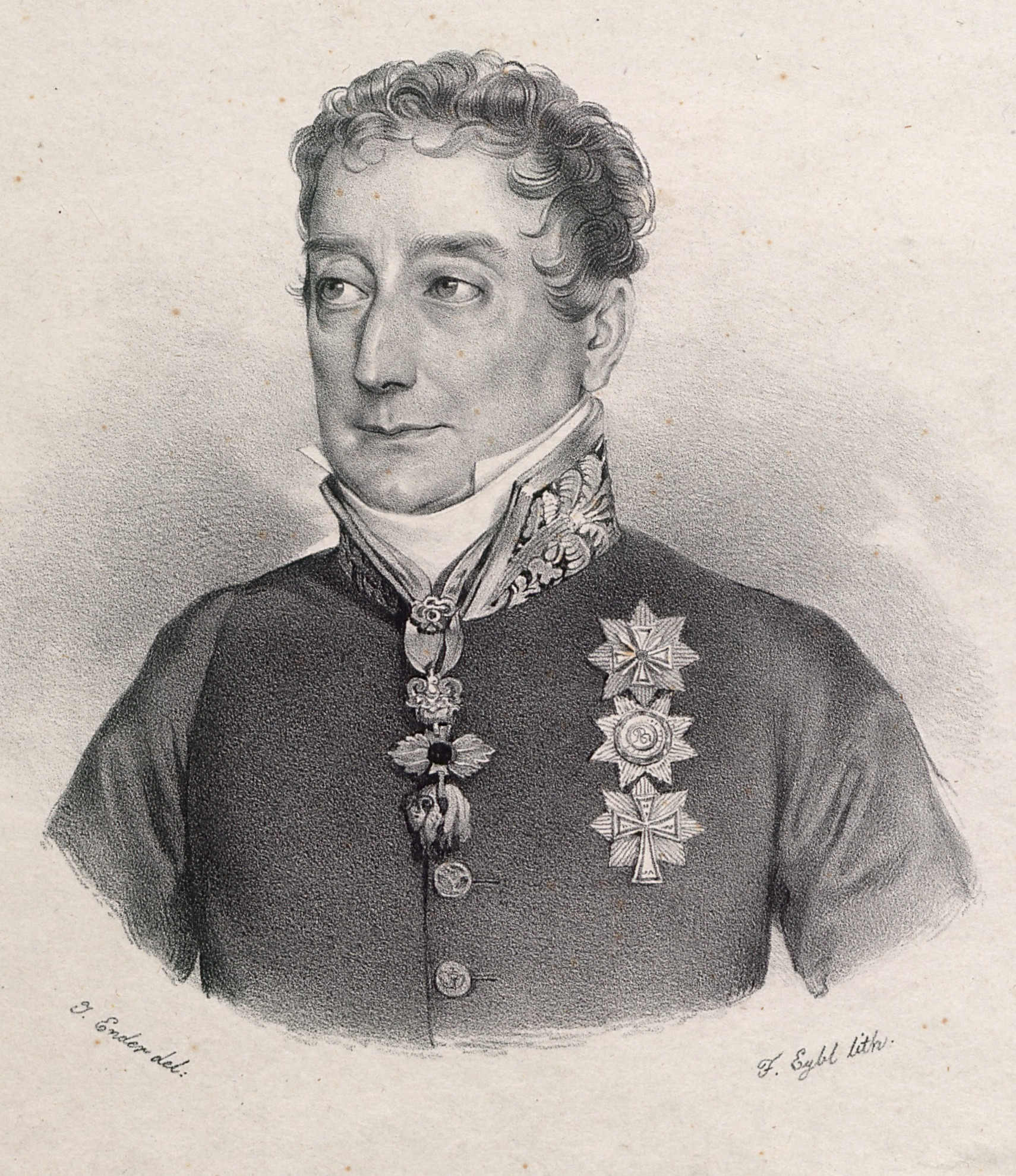
Antoni Józef Lanckoroński, Lithographie von Franz Eybl nach einer Zeichnung von Johann Ender, um 1820

Graf Antoni Józef Lanckoroński (* 5. August 1760 in Schwanez; † 27. Mai 1830 in Wien) war ein polnisch-litauischer Adliger und Politiker.

## Leben
Lanckoroński wurde 1788 Rittmeister der polnischen Nationalkavallerie. 1780, 1782 und 1786 war er Mitglied des Sejm, des Parlaments in Polen-Litauen, außerdem Mitglied der Kommission für Nationale Bildung. 1791 trat er der Verfassungspartei bei, der ersten formalisierten Partei Polens, und beteiligte sich 1794 am Kościuszko-Aufstand.
Kurz darauf ging er dauerhaft nach Wien, wo er eine Laufbahn am kaiserlichen Hof einschlug. 1805 wurde ihm der Titel eines k. k. österreichischen Kammerherrn verliehen und 1808 der eines Geheimrats von Galizien. Von 1825 bis 1829 war er Marschall des galizischen Parlaments.
Lanckoroński wohnte zuletzt in Wien „in der vordern Schenkenstraße, im Fürst Bathyanischen Hause Nr. 46 im ersten Stock.“ Das Gebäude hat heute die Adresse Bankgasse 8.

## Familie

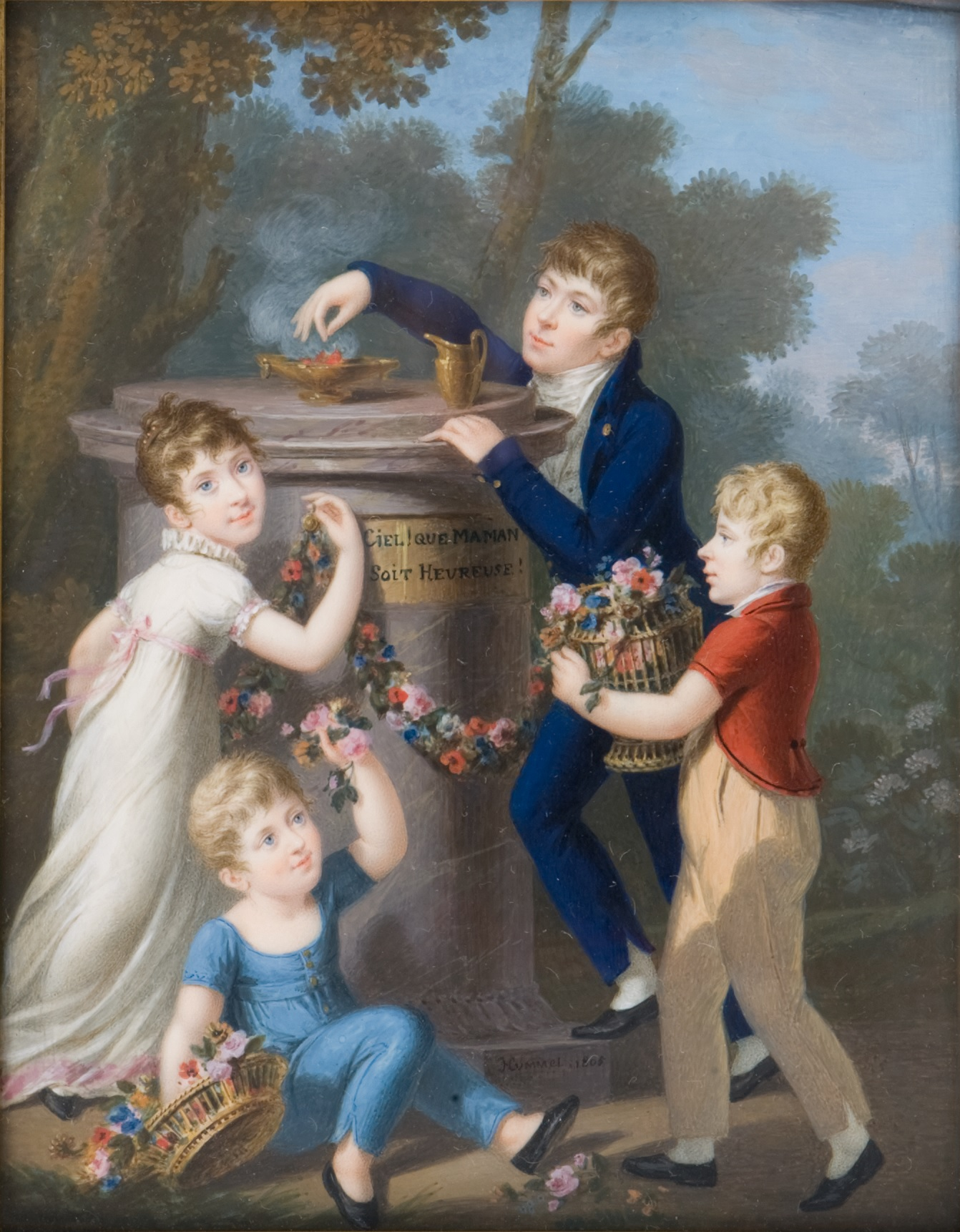
Carl Hummel, Die Kinder des Grafen Antoni Lanckoroński, 1805

Lanckoroński heiratete am 7. Juni 1794 Gräfin Ludovica vom Rzewuska (* um 1773; † 20. April 1839), mit der er vier Kinder hatte. Sie wurden 1805 auf einem Gemeinschaftsporträt des Wiener Porträtmalers Carl Hummel abgebildet:
- Ludwik Lanckoroński (1795–1819),
- Anna Lanckorońska (1797–1812),
- Karl von Lanckoroński-Brzezie (1799–1863),
- Kazimierz Lanckoroński (1802–1874).

## Auszeichnungen
- 1780: Sankt-Stanislaus-Orden
- 1791: Orden des Weißen Adlers
- 1815: Dannebrogorden des dänischen Königshauses
- 1817: Orden vom Goldenen Vlies